# Fiat Siena
Fiat Siena – samochód osobowy klasy miejskiej produkowany pod włoską marką FIAT w latach 1996–2021.

## Pierwsza generacja

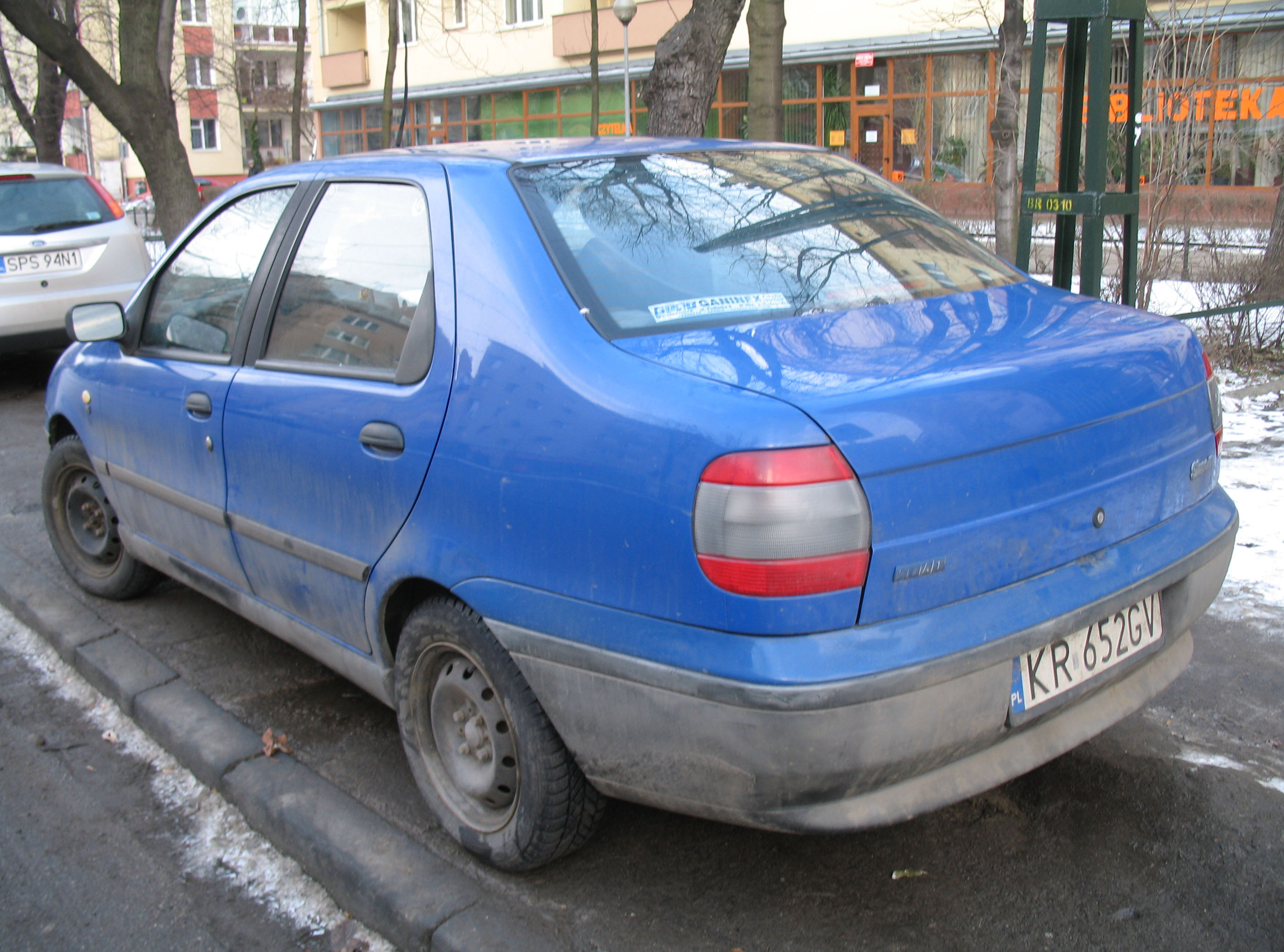
Fiat Siena I – tył

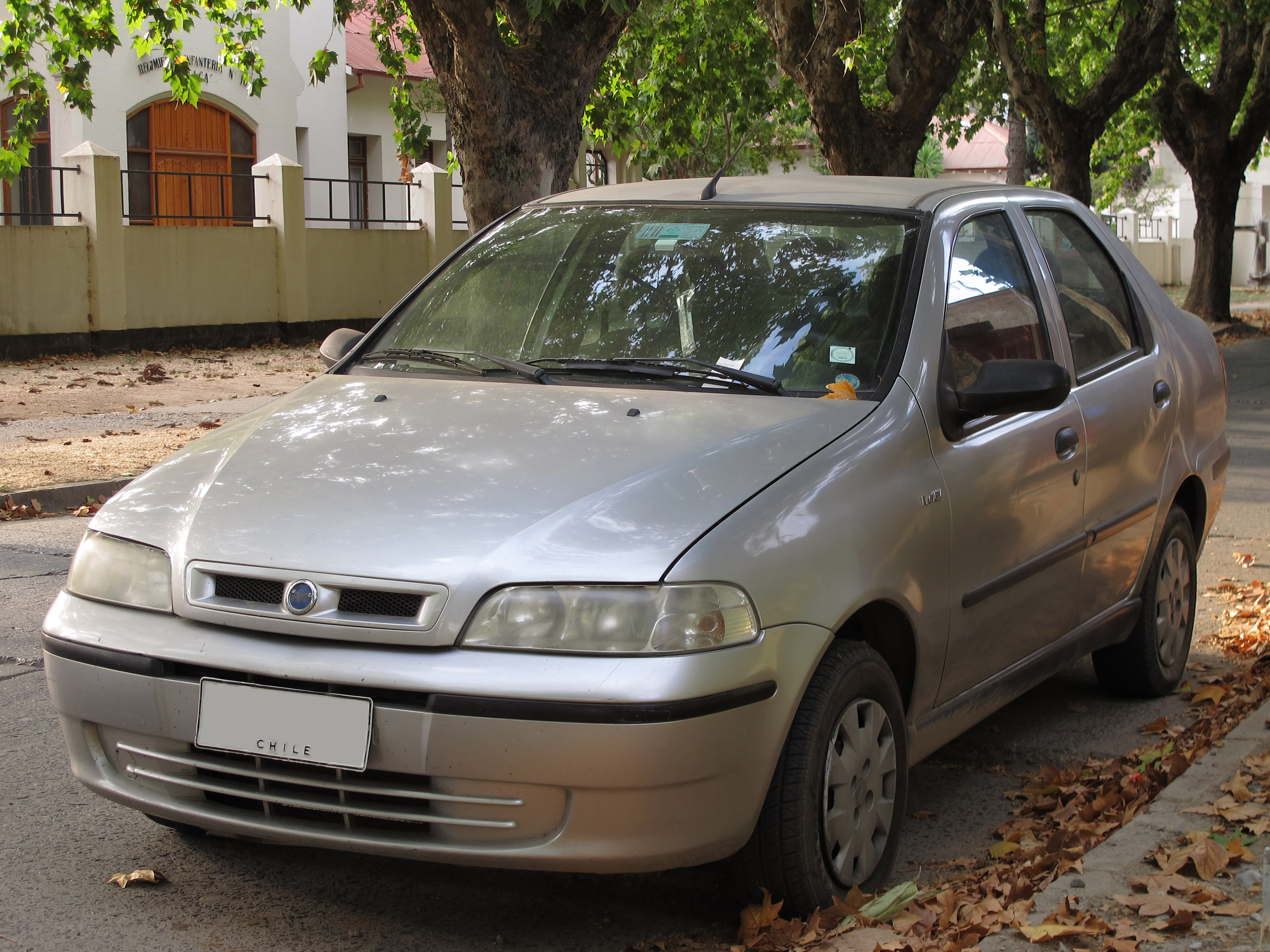
Fiat Siena I po pierwszym liftingu

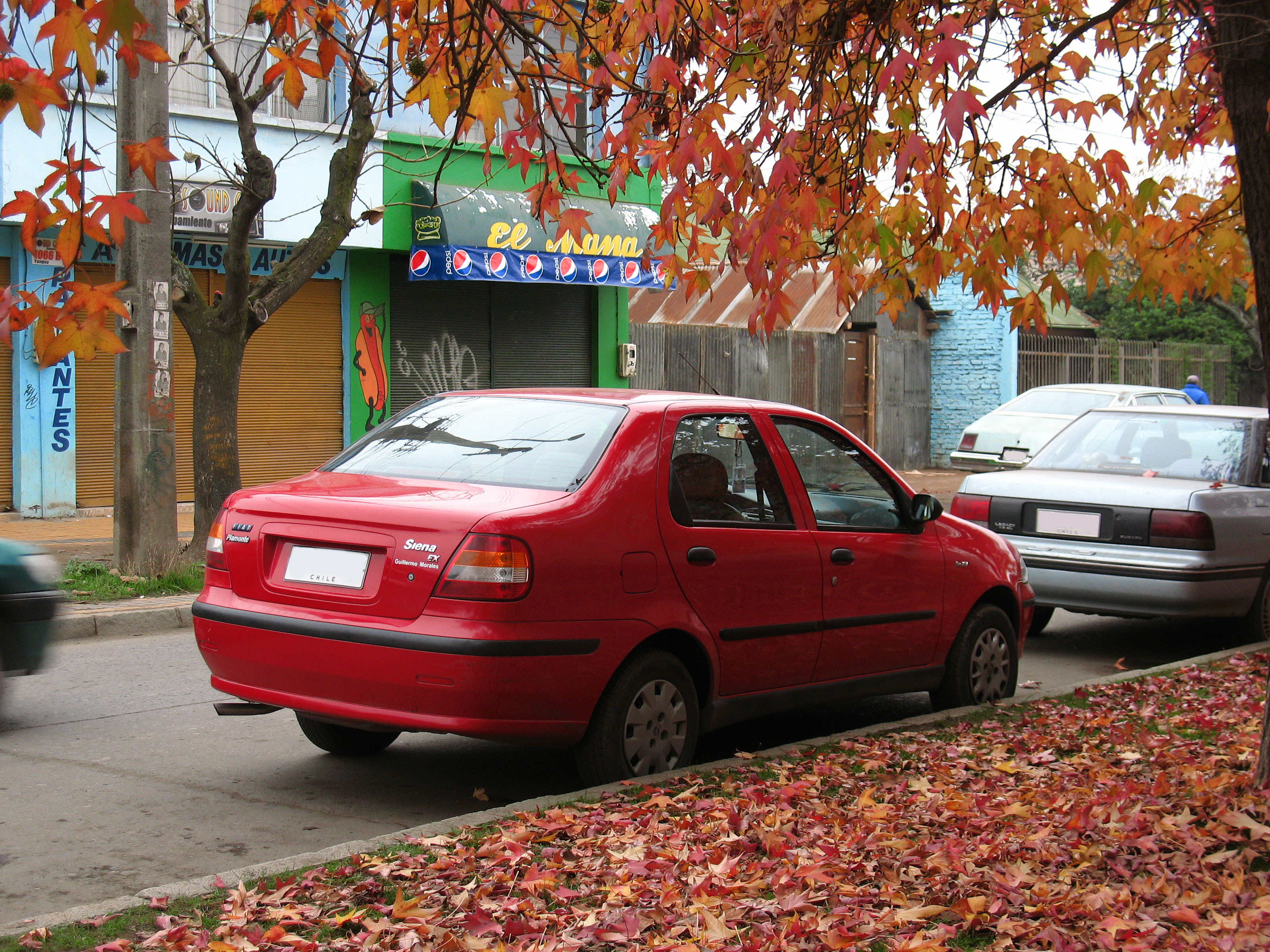
Fiat Siena I – tył po pierwszym liftingu

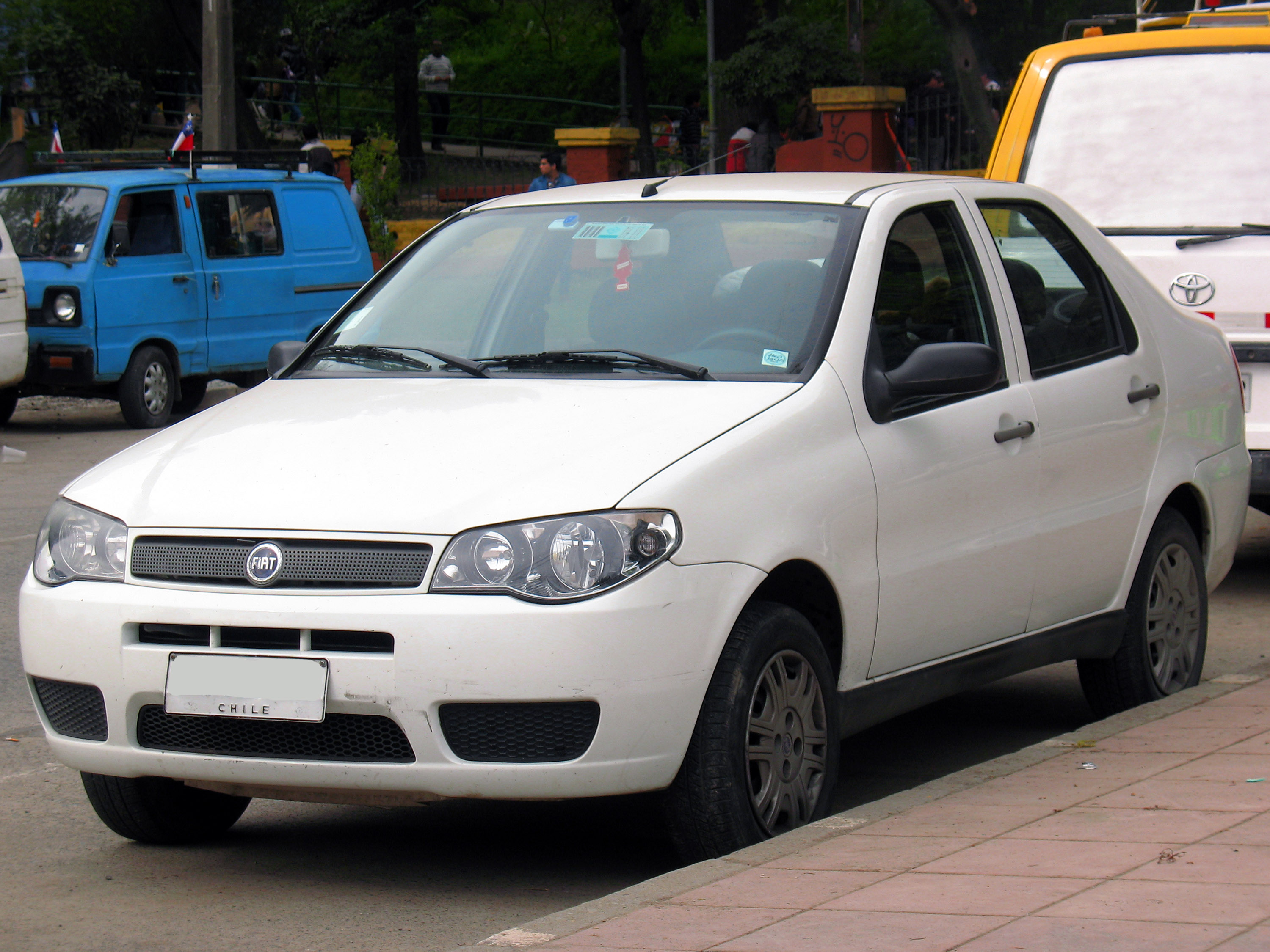
Fiat Siena I po drugim liftingu

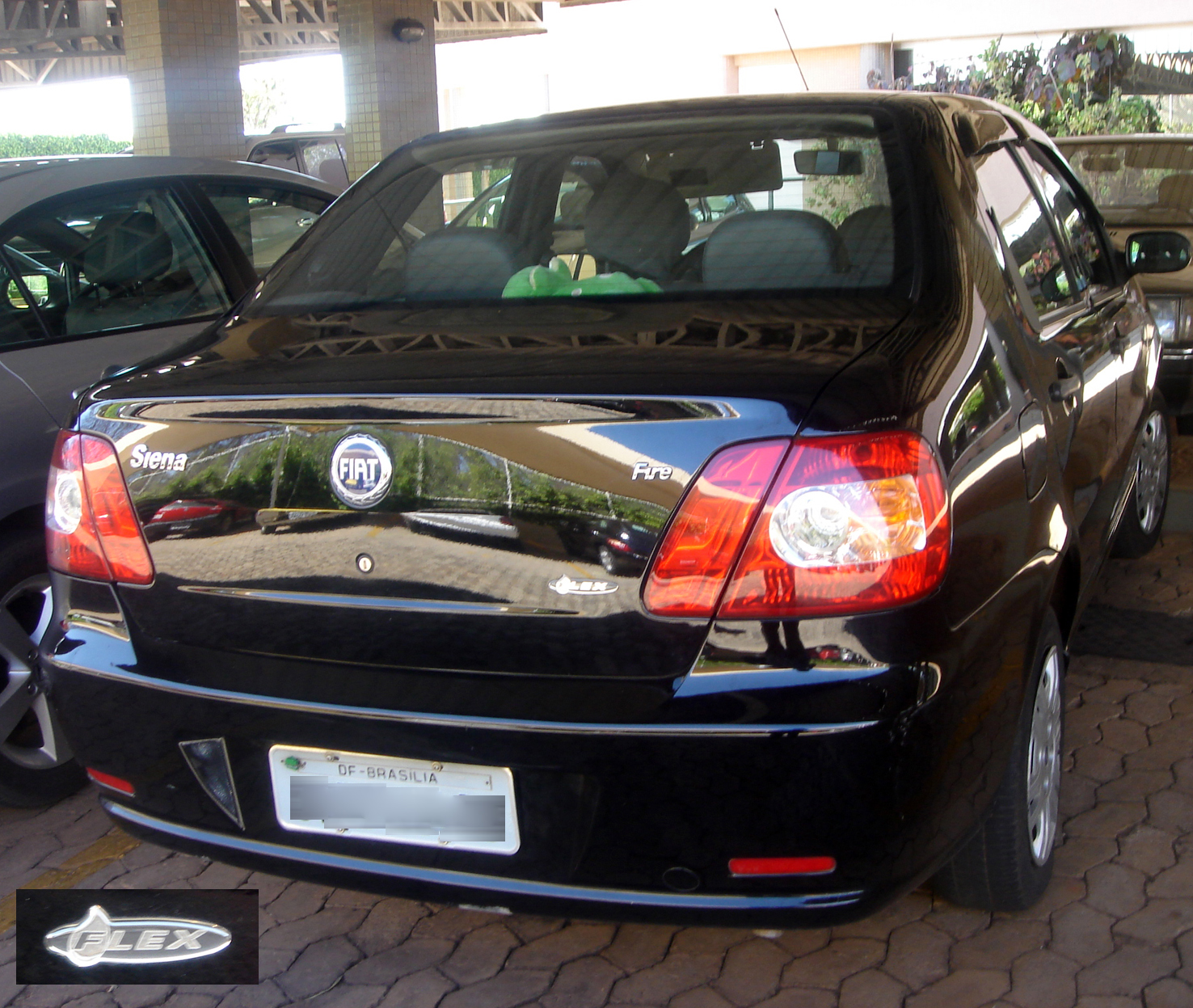
Fiat Siena I – tył po drugim liftingu

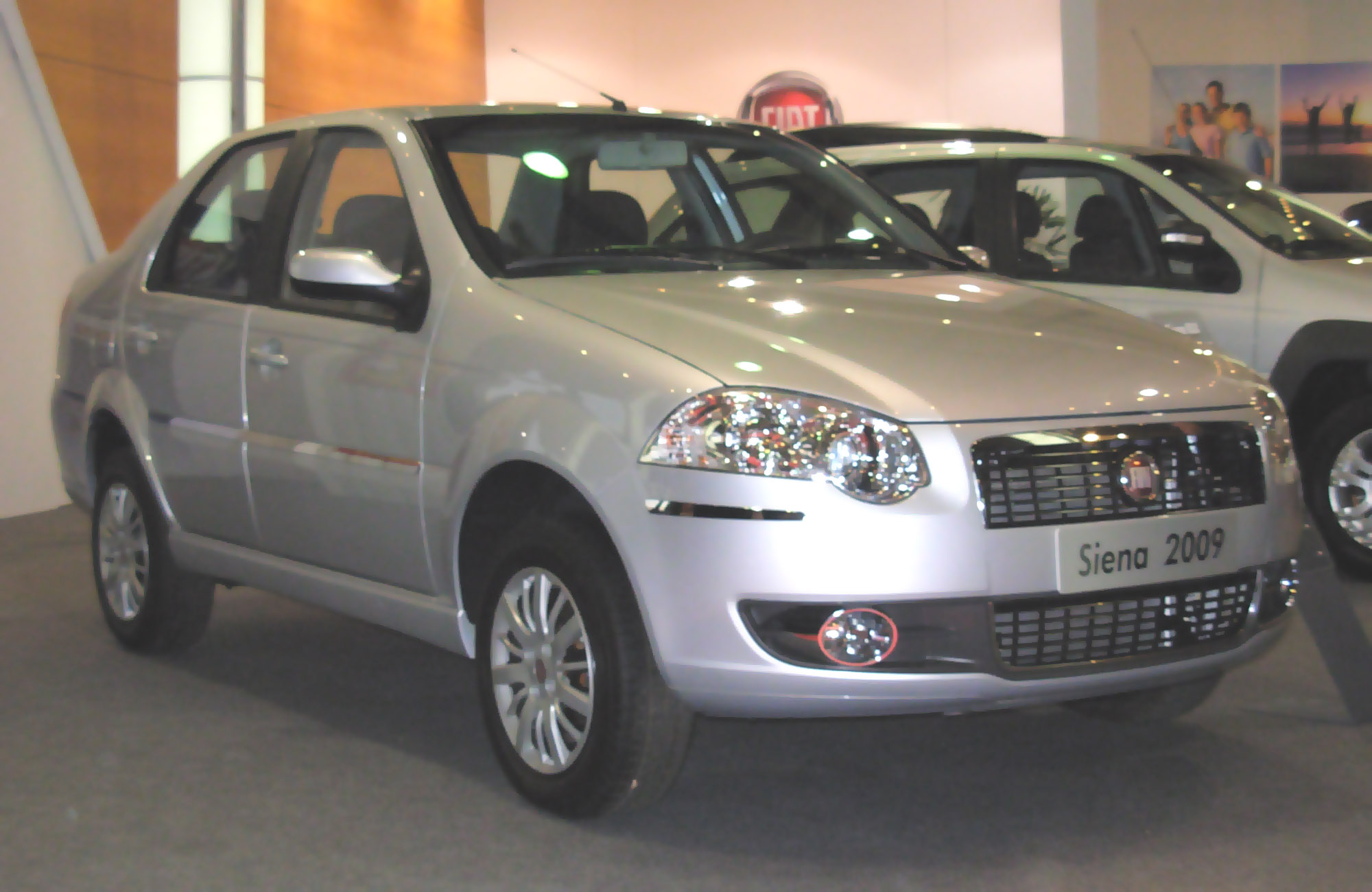
Fiat Siena I po trzecim liftingu

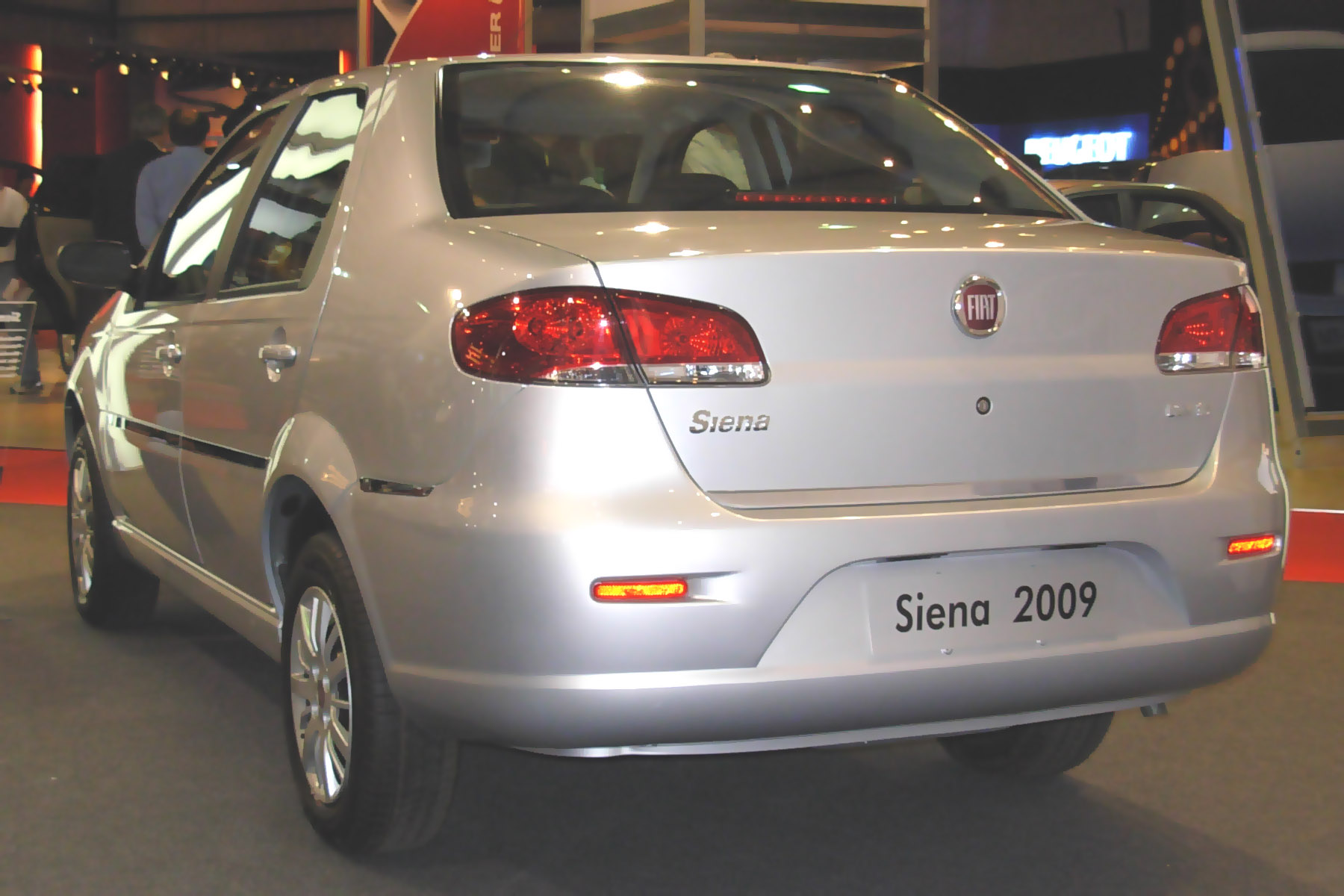
Fiat Siena I – tył po trzecim liftingu

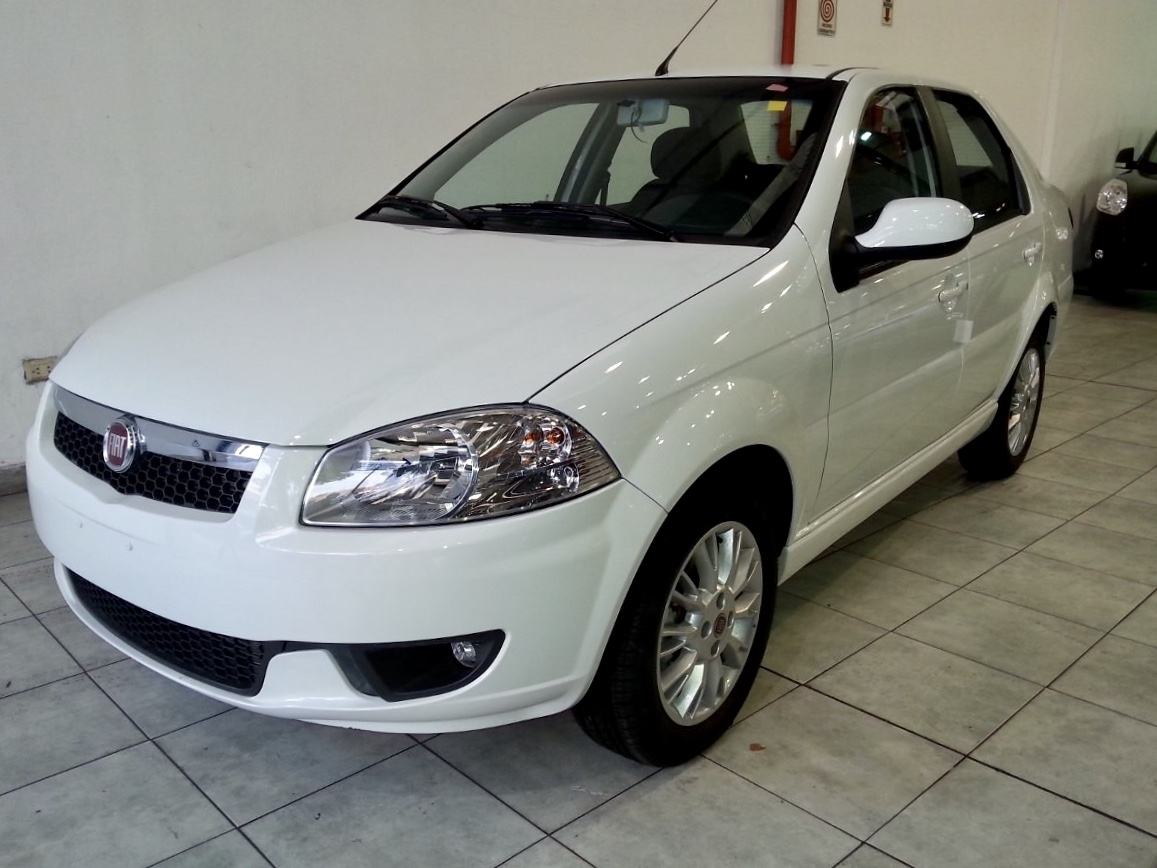
Fiat Siena I po czwartym liftingu

Fiat Siena I został zaprezentowany po raz pierwszy w 1996 roku.
Siena została zbudowana w ramach projektu samochodu typ 178. Technicznie była to wersja sedan międzynarodowego samochodu Palio, który był sprzedawany głównie jako hatchback. W ramach tego projektu, w Polsce produkowano także wersję kombi pierwszej generacji pod nazwą Fiat Palio Weekend.
Produkcja Fiata Siena pierwszej generacji rozpoczęła się w grudniu 1996 roku w Córdobie w Argentynie. Z tego zakładu pochodziły podzespoły dla montażu, a następnie produkcji tego modelu w Bielsku-Białej (od wiosny 1997). W okresie od sierpnia do października 2000 przeniesiono produkcję do zakładu do Tychów, gdzie zakończyła się jesienią 2001. Od 1998 roku Fiat Siena był produkowany w Turcji przez powiązaną z Fiatem firmę Tofas. Druga generacja tego modelu powstała tam w 2002 roku pod nazwą Fiat Albea. W 1999 roku rozpoczęła się produkcja w brazylijskim zakładzie firmy Fiat Automóveis w Betim.
Auta przeznaczone na rynek polski (zarówno Siena, jak i Palio Weekend) były wyposażane w dwie wersje jednostek napędowych: ośmiozaworową – o pojemności 1372 cm³ i mocy 70 KM (51 kW) (zastąpiona w 1999 roku jednostką o pojemności 1242 cm³ i mocy maksymalnej 73 KM (54 kW) oraz szesnastozaworową o pojemności 1581 cm³ i mocy 101 KM (74 kW).
Na bazie Fiata Sieny pierwszej generacji w kwietniu 2002 firma Pyeonghwa Motors z Nampo w Korei Północnej uruchomiła montaż modelu Pyeonghwa Hwiparam.

### Modernizacje
Auto było produkowane w Polsce od 1997 do 2001 roku, po czym zostało zastąpione przez Fiata Albea produkowanego w tureckiej firmie Tofas. W 2002 zamknięto zakład w Córdoba i przeniesiono produkcję serii Siena do Betim w Brazylii. Tam produkcja tego modelu po kolejnych trzech modernizacjach trwała aż do 2016 roku, przez 4 lata równolegle z drugim wcieleniem przedstawionym w 2012 roku.

### Pierwszy lifting (2001)
Po zamknięciu zakładu w Córdobie w Argentynie produkcję Sieny po pierwszym liftingu skoncentrowano w zakładzie firmy Fiat Automóveis w Betim w Brazylii. Model ten przechodził podobne zmiany techniczne jak odpowiednie generacje modelu Fiat Palio
Pomimo uruchomienia w marcu 2004 roku produkcji modelu po kolejnej, drugiej modernizacji, samochód pozostał w produkcji pod nazwą Fiat Siena Fire  do 2007 roku z najmniejszym silnikiem benzynowo-alkoholowym o pojemności 1,0 dm³ i mocy maksymalnej około 65-66 KM. Dopiero w lipcu 2006 model Fire otrzymał nadwozie trzeciej generacji.
Blisko spokrewnionym z Sieną po 1. liftingu modelem Fiata był model Albea, który produkowano w latach 2002 – 2010 w Bursie w zakładzie firmy Tofas. Poza identycznym przodem i kokpitem, samochód miał jednak dłuższe nadwozie i zupełnie inaczej stylizowany tył.

### Drugi lifting (2004)
Fiat Siena po drugiej modernizacji została przedstawiona w marcu 2004 roku. Przeszedł podobne zmiany techniczne jak bratni model Palio. Najmniejszy silnik ma pojemność 1,0 dm³ i moc maksymalną 48 kW (65 KM). Od czerwca 2006 produkowano model napędzany silnikiem Tetrafuel – benzynowo-alkoholowo-gazowym (CNG) o pojemności 1,4 dm³.
Podobnie jak poprzednio – po debiucie modelu po kolejnej modernizacji, schodzący wariant wciąż produkowany jest tańszy model Fiat Siena Fire Flexi silnikiem benzynowo-alkoholowym o pojemności 1,0 dm³.

### Trzeci lifting (2007)
Siena po trzeciej, ostatniej i zarazem najrozleglejszej modernizacji pojawiła się na rynku w 2007 roku. Samochód zyskał zupełnie inaczej stylizowany przód, inny kształt tylnej części nadwozia, a nawet inne przetłoczenia na drzwiach. Pojazd stał się także wyraźnie dłuższy, a także szerszy i wyższy. Nie zmieniono jednak wyglądu kokpitu, którego projekt pozostał głębiej niezmieniony w stosunku do modelu z 1996 roku.
Siena po trzecim liftingu napędzana była m.in. silnikiem Tetrafuel – benzynowo-alkoholowo-gazowym (CNG) o pojemności 1,4 dm³. Najmniejszy silnik o pojemności nieco poniżej 1,0 dm³ posiada wersja Fiat Siena EL 1000 8v.
W 2011 roku wprowadzono do produkcji sportową wersję Fiat Siena Sporting 1.6R 16v wyposażoną w automatyczną skrzynię biegów Dualogic.
Samochód produkowano równolegle razem z przedstawioną w 2012 roku zupełnie nową generacją do 2016 roku, kiedy to dzieje drugiej generacji się ostatecznie zakończyły. W międzyczasie samochód przeszedł ostatnią, czwartą modernizację, w ramach której przemodelowano atrapę chłodnicy i zderzak.

### Produkcja (Brazylia)
- 2007 – 107 343 szt.
- 2008 – 90 252 szt.
- 2009 – 60 039 szt.
- 2010 – 43 621 sztuk.

### Produkcja (Argentyna)
- 2008 – 26 797 szt.
- 2009 – 74 623 szt.
- 2010 – 94 069 szt.
- 2011 – 87 749 szt.
- 2012 – 38 641 sztuk.

### Wyposażenie (1996–2002)
EL:
- Poduszka powietrzna kierowcy
- Regulacja wysokości kierownicy
- FPS
- Składana kanapa
- Regulacja wysokości przednich pasów bezp.
- Napinacze przednich pasów bezp.
- Popielniczka x2
- Zapalniczka

HL:
- Lakierowane zderzaki, klamki i lusterka
- Światła przeciwmgielne
- Poduszka powietrzna pasażera
- ABS
- Klimatyzacja manualna
- El. ster. przednie szyby
- El. ster. tylne szyby
- El. ster. i podg. lusterka
- Wspomaganie kierownicy
- Obrotomierz
- Zegarek
- Radio
- Reg. podparcia odc. lędzwiowiego w przednich fotelach

## Druga generacja

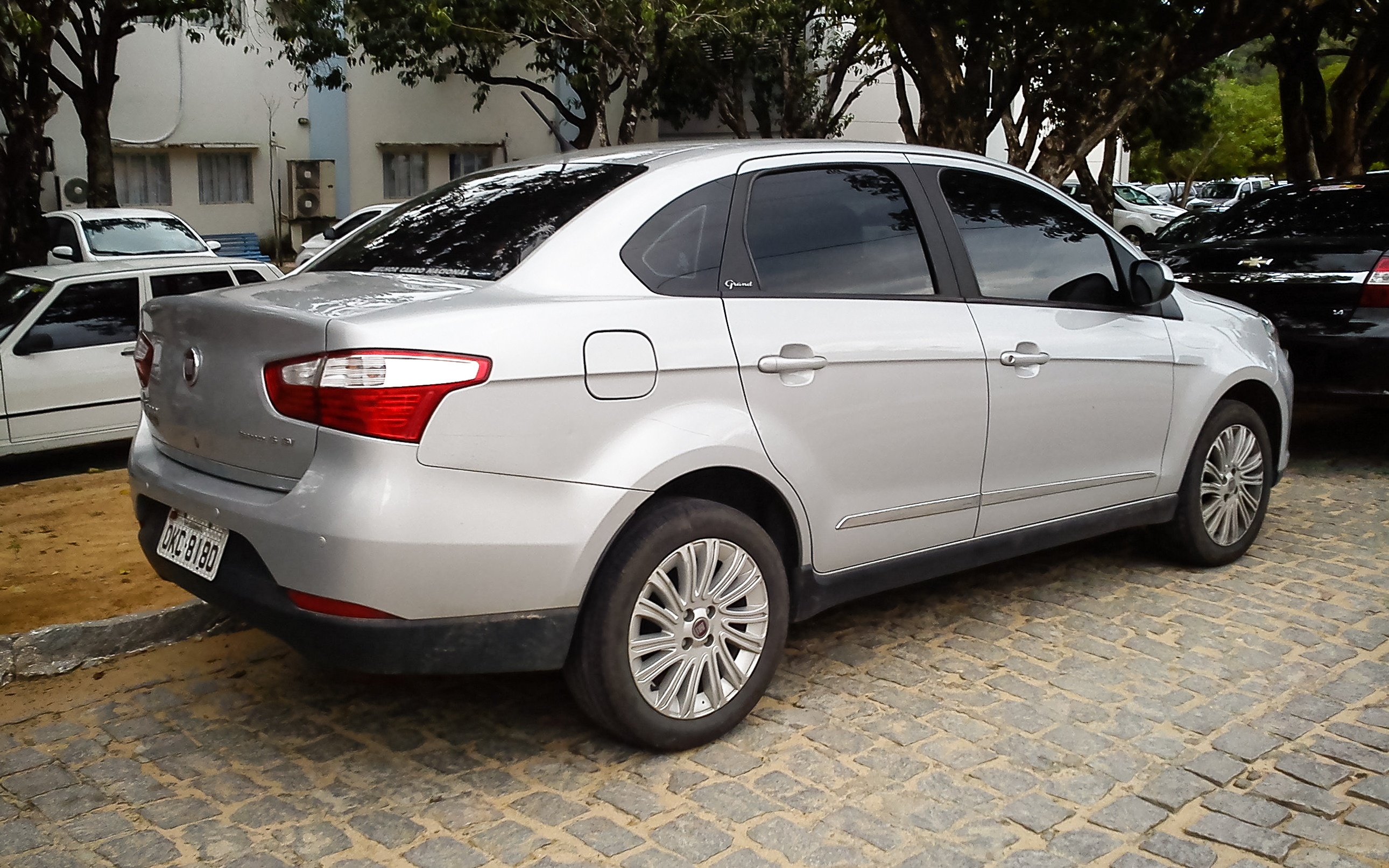
Fiat Grand Siena – tył

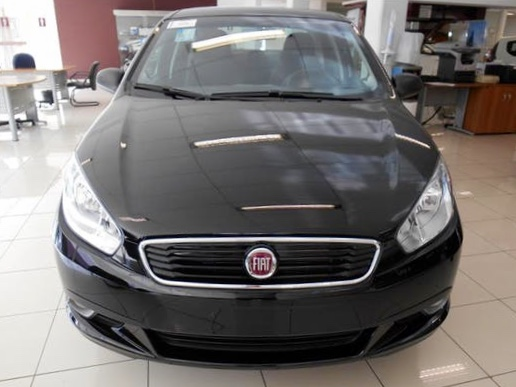
Fiat Siena II po liftingu

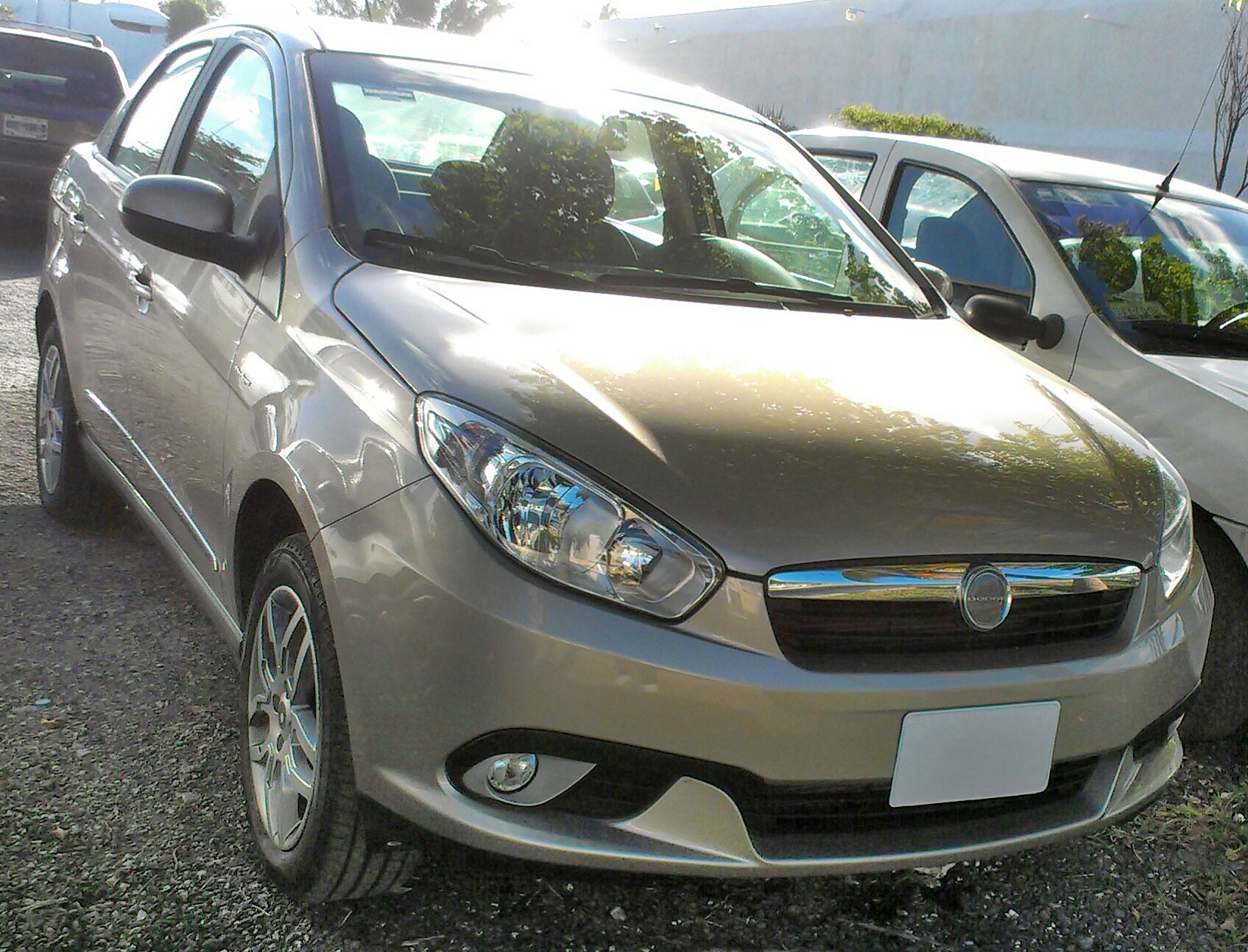
meksykański Dodge Vision

Fiat Siena II został zaprezentowany po raz pierwszy w 2012 roku.
Samochód został zbudowany na bazie zupełnie nowej płyty podłogowej, która nie ma nic wspólnego z wywodzącym się jeszcze z lat 90. poprzednikiem. Auto po raz pierwszy oficjalnie zaprezentowane zostało w 2012 roku i przez kolejne 4 lata było produkowane równolegle z pierwszą generacją – to dlatego w nazwie pojawił się dodatkowy przedrostek, czyli Grand Siena, pod którą oferowano go do 2016 roku.
Pojazd napędzany może być dwoma czterocylindrowymi silnikami benzynowymi o pojemności 1.4 l EVO i mocy 85 KM lub 1.6 l E-torQ o mocy 115 KM. Obie jednostki dostosowane zostały do pracy na dwóch rodzajach paliwa: benzynie oraz etanolu, który zwiększa ich moc odpowiednio do 87 i 117 KM.

### Meksyk
W 2012 roku Dodge rozpoczął sprzedaż importowanego z Brazylii Fiata Grand Siena pod własną marką na potrzeby rynku meksykańskiego jako Dodge Vision.

### Wersje wyposażeniowe
- Attractive
- Essence

W zależności od wersji wyposażeniowej pojazdu, auto wyposażone może być m.in. w system ABS i EBD, 4 poduszki powietrzne, światła przeciwmgłowe, wielofunkcyjną kierownicę oraz czujniki parkowania, a także klimatyzację, system audio z Bluetooth oraz elektryczne sterowanie szyb i elektryczne sterowanie lusterek.